# ОК Партизан
ОК Партизан је одбојкашки клуб из Београда и део је ЈСД Партизан. Тренутно се такмичи у Суперлиги Србије.

## Историја
Одбојкашки клуб Партизан је основан 1946. године. Најуспешнији период у историји клуба је био у периоду од 1946. до 1953. године када је клуб освојио 5 титула првака Југославије али и први трофеј купа Југославије. На шесту титулу се чекало до 1967. године. У сезони 1972/73. је освојена седма, а потом у сезони 1977/78. и осма титула првака државе. Затим је уследио период без титуле све до 1989/90. када је освојена дупла круна, а исти успех је поновљен и следеће сезоне. 
Након распада СФРЈ, Партизан је двадесет година чекао на титулу првака државе. Једанаесту титулу освојио је у сезони 2010/11. У регуларном делу заузели су прво место са бодом више од Војводине, а затим су у разигравању за титулу првака Србије у четвртфиналу победили Јединство из Старе Пазове са 2:0 у победама, затим Раднички из Крагујевца са 3:1 и коначно у финалу Војводину са 3:0 у победама.
Дванаесту титулу Партизан је освојио у сезони 2022/23. када је у финалу са 3:0 у победама био бољи од Војводине. То је најуспешнија сезона у историји клуба, јер су поред првенства тријумфовали у купу и у суперкупу победама над Војводином.
Поред 12 титула првака државе, Партизан је и 7 пута био освајач купа Југославије, 2 пута освајач купа Србије и једном освајач суперкупа Србије. Клуб из Хумске је три пута освајао дуплу круну (првенство и куп) и то 1950. и у сезонама 1989/90. и 2022/23. Највећи резултати у међународним такмичењима су две вицешампионске титуле у ЦЕВ купу у сезонама 1984/85. и 1989/90. Своје последње учешће у најелитнијем европском такмичењу, ЦЕВ Лиги шампиона Партизан је имао у сезони 2023/24.

## Учинак у претходним сезонама
| Сез.     | Ранг | Лига Србије      | Позиција | Скор  | Бод. | Плеј-оф              | Куп Србије    | Суперкуп Србије |
| -------- | ---- | ---------------- | -------- | ----- | ---- | -------------------- | ------------- | --------------- |
| 2016/17. | 1.   | Суперлига Србије | 9. место | 5:13  | 15   | Није се квалификовао | Четвртфинале  | —               |
| 2017/18. | 2.   | Прва лига Србије | 2. место | 18:4  | 54   | —                    | Четвртфинале  | —               |
| 2018/19. | 1.   | Суперлига Србије | 7. место | 10:14 | 33   | Није се квалификовао | Осмина финала | —               |
| 2019/20. | 1.   | Суперлига Србије | 3. место | 13:10 | 43   | Није се играо        | Финале        | —               |
| 2020/21. | 1.   | Суперлига Србије | 6. место | 9:9   | 29   | Финале               | Полуфинале    | Финале          |
| 2021/22. | 1.   | Суперлига Србије | 3. место | 12:6  | 35   | Полуфинале           | Победник      | —               |
| 2022/23. | 1.   | Суперлига Србије | 3. место | 16:6  | 48   | Првак                | Победник      | Победник        |
| 2023/24. | 1.   | Суперлига Србије | 3. место | 16:6  | 46   | Финале               | Полуфинале    | Финале          |
| 2024/25. | 1.   | Суперлига Србије | 6. место | 12:10 | 33   | Четвртфинале         | Финале        | —               |

## Успеси
| Такмичење                 | Такмичење                 | Број                      | Година                                                                                          |                           |                           |
| Национално првенство — 12 | Национално првенство — 12 | Национално првенство — 12 | Национално првенство — 12                                                                       | Национално првенство — 12 | Национално првенство — 12 |
| ------------------------- | ------------------------- | ------------------------- | ----------------------------------------------------------------------------------------------- | ------------------------- | ------------------------- |
| Првенство СФР Југославије | Првак                     | 10                        | 1946, 1947, 1949, 1949/50, 1952/53, 1966/67, 1972/73, 1977/78, 1989/90, 1990/91.                |                           |                           |
| Првенство СФР Југославије | Други                     | 11                        | 1948, 1965/66, 1967/68, 1968/69, 1970/71, 1971/72, 1973/74, 1976/77, 1978/79, 1983/84, 1988/89. |                           |                           |
| Првенство СР Југославије  | Првак                     | 0                         | /                                                                                               |                           |                           |
| Првенство СР Југославије  | Други                     | 2                         | 1992/93, 1995/96.                                                                               |                           |                           |
| Првенство Србије          | Првак                     | 2                         | 2010/11, 2022/23.                                                                               |                           |                           |
| Првенство Србије          | Други                     | 4                         | 2012/13, 2014/15, 2020/21, 2023/24.                                                             |                           |                           |
| Национални куп — 9        |                           |                           |                                                                                                 |                           |                           |
| Куп СФР Југославије       | Победник                  | 7                         | 1950, 1960/61, 1963/64, 1971, 1974, 1989, 1990.                                                 |                           |                           |
| Куп СФР Југославије       | Финалиста                 | 6                         | 1972, 1975, 1976/77, 1977/78, 1982, 1984.                                                       |                           |                           |
| Куп СР Југославије        | Победник                  | 0                         | /                                                                                               |                           |                           |
| Куп СР Југославије        | Финалиста                 | 5                         | 1993/94, 1994/95, 1995/96, 1996/97, 1999/00.                                                    |                           |                           |
| Куп Србије                | Победник                  | 2                         | 2021/22, 2022/23.                                                                               |                           |                           |
| Куп Србије                | Финалиста                 | 4                         | 2010/11, 2014/15, 2019/20, 2024/25.                                                             |                           |                           |
| Национални суперкуп — 1   |                           |                           |                                                                                                 |                           |                           |
| Суперкуп Србије           | Победник                  | 1                         | 2022.                                                                                           |                           |                           |
| Суперкуп Србије           | Финалиста                 | 3                         | 2011, 2020, 2023.                                                                               |                           |                           |
| Континентална такмичења   |                           |                           |                                                                                                 |                           |                           |
| ЦЕВ Челенџ куп            | Победник                  | 0                         | /                                                                                               |                           |                           |
| ЦЕВ Челенџ куп            | Финалиста                 | 2                         | 1984/85, 1989/90.                                                                               |                           |                           |

## Тренутни састав
Екипа 2023/24., на званичном сајту лиге:
| Број | Име и презиме          | Позиција        |
| 1    | Предраг Бићанин        | дизач           |
| 2    | Ђорђе Милосављевић     | примач          |
| 3    | Игњат Допуђ            | примач          |
| 5    | Петар Поповић          | примач / либеро |
| 6    | Лазар Мариновић        | примач          |
| 7    | Лука Мочевић           | примач          |
| 9    | Милија Мрдак (капитен) | коректор        |
| 10   | Лука Тадић             | примач          |
| 11   | Стефан Јанковић        | блокер          |
| 12   | Рикардо Калво Манзано  | дизач           |
| 13   | Душан Ђурђевић         | дизач           |
| 14   | Видак Цветковић        | коректор        |
| 15   | Душан Петровић         | блокер          |
| 17   | Милош Крстески         | либеро          |
| 18   | Новица Бјелица         | блокер          |
| 25   | Петар Алексић          | блокер          |

Тренер : Бојан Јанић
Помоћни тренер : Марко Кртинић
Тренер статистичар : Владимир Стојиљковић

## Познати играчи
| - Михајло Марковић - Иван Тринаестић - Василије Крестић - Сава Дедијер - Горан Шиљеговић - Миро Пинтер - Драган Рајачић - Златко Ковачевић - Мирко Марјановић - Мирослав Воргић - Зоран Живковић - Слободан Милосављевић - Бранко Недић - Боривоје Јовановић - Зоран Петровић - Горан Шиљеговић - Урош Рибарић - Ненад Голијанин - Зоран Миковић - Драган Баланџић - Славко Баланџић - Енес Хаџибеговић - Тихомир Тепавчевић - Миодраг Станимировић - Милан Максимовић - Јовица Цветковић - Слободан Лозанчић - Жељко Булатовић - Иван Миљковић - Игор Колаковић - Никола Росић - Милан Жарковић - Жељко Танасковић - Велибор Ивановић - Марко Златић - Бела Трубинт - Владимир Гавриловић - Александар Минић - Синиша Жарковић - Александар Љубичић - Светозар Марковић - Владислав Мандић - Никола Полуга - Немања Нићифоровић - Горан Ивковић - Димитрије Пантић - Бојан Рајковић - Марко Поповић - Немања Сретеновић - Андреј Ристић - Немања Тасић - Вукашин Ђурђевић - Никола Жугић - Никола Мељанац - Никола Пековић - Милош Арсеноски - Лазар Копривица - Милан Пепић - Никола Петровић - Милутин Нејић - Милорад Капур | - Драгомир Поповић - Бранко Драганић - Ратомир Павловић - Момчило Бојовић - Мате Пиљић - Љубомир Стојић - Драгољуб Стојић - Илија Вујовић - Предраг Окрајинов - Бошко Стојинов - Данило Солдатовић - Светислав Петровић - Арпад Секер - Мирсад Елезовић - Зденко Шпет - Петар Станишић - Миодраг Митић - Радослав Караклајић - Александар Вељовић - Бојан Милић - Мирко Чулић - Душан Марковић - Здравко Куљић - Зоран Тијановић - Владимир Трифуновић - Бранислав Матијашевић - Мирко Шуркаловић - Ненад Комненић - Владимир Коцић - Александар Бабић - Горан Вујевић - Зоран Луковић - Сабахудин Пељто - Срђан Поповић - Небојша Ђенић - Владимир Ракић - Бојан Глувајић - Петар Чуровић - Марко Вујовић - Иван Илић - Петар Турањанин - Саша Јовић - Јасмин Даутовић - Урош Булатовић - Борис Бакалов - Невен Мајсторовић - Никола Мијаиловић - Душан Лопар - Немања Јокановић - Жарко Кисић - Иван Костић - Давиде Ковач - Лука Величковић - Алекса Поломац - Рашко Јовановић - Стефан Негић - Вукашин Недељковић - Лазар Сташевић - Алекса Батак - Нејтан Делгајдис - Даниел Грувеус | - Зоран Ковачевић - Ђорђе Марковић - Миодраг Пармак - Петар Бојић - Стеван Палишашки - Хамид Гачанин - Антон Штитић - Алојз Шиљак - Небојша Врзић - Драган Башић - Илија Мимић - Милан Лазић - Марко Павловић - Милован Симић - Бранислав Митровић - Александар Спировски - Владимир Васовић - Вања Пртењача - Владимир Рацковић - Ратко Павличевић - Бојан Костандиновић - Душко Николић - Драган Кобиљски - Иван Радивојевић - Ненад Ђорђевић - Владимир Богоевски - Нинослав Марковић - Горан Стојмировић - Раде Ђермановић - Драган Вујовић - Милан Јанковић - Александар Атанасијевић - Александар Митровић - Михајло Милутиновић - Јован Јанковић - Ненад Милетић - Душан Жежељ - Душко Новоселац - Угљеша Пешут - Илија Лукић - Алекса Брђовић - Немања Јокановић - Иван Стељић - Петар Палибрк - Марко Самарџић - Немања Баланџић - Филип Ђурковић - Филип Самарџић - Петар Николић - Димитрије Пантић - Борис Буша - Милан Ћелић - Стефан Скакић - Немања Радовић - Анђелко Ћук - Огњен Никетић - Бојан Јанић - Александар Перишић - Филип Лекић - Андреј Хузејровић - Алекса Мандић |

## Познати тренери
| - Драгомир Поповић - Иван Тринаестић - Михајло Марковић - Златко Ковачевић - Стеван Којић - Драгољуб Бабић - Драгослав Сиротановић - Жарко Николић - Драго Томић - Лазар Гроздановић - Мирослав Воргић - Петар Станишић - Сава Гроздановић - Марко Павловић - Никола Матијашевић - Бранко Драганић | - Љубомир Аћимовић - Радослав Караклајић - Ратибор Павловић - Славољуб Марковић - Владимир Богоевски - Јован Вукаловић - Богдан Сретеновић - Драган Баланџић - Горан Јаношевић - Жељко Булатовић - Милан Жарковић - Дејан Вулићевић - Милан Ђуричић - Владимир Васовић - Бојан Ступар - Душко Николић |